# 圣格雷戈里奥-内莱阿尔卑
圣格雷戈里奥-内莱阿尔卑（義大利語：San Gregorio nelle Alpi），是意大利威尼托大区贝卢诺省的一个市镇。总面积18.96平方公里，人口1624人，人口密度85.7人/平方公里（2009年）。国家统计（ISTAT）代码为025045。